# كيندرا برستون ليونارد
كيندرا برستون ليونارد (بالإنجليزية: Kendra Preston Leonard)‏ هي عالمة موسيقى أمريكية، ولدت في 11 يونيو 1974.